# 曹健松
曹健松（1963年4月—），男，汉族，河南偃师人。中央党校大学学历，1986年5月加入中国共产党，现任西宁市人大常委会主任。

## 简历
1981年11月进入青海省天峻县政府工作。1989年7月，毕业于西安统计学院干部专修科统计与经济管理专业；
2009年4月，任青海省纪律检查委员会办公厅主任（副厅级）；2015年4月，任中共西宁市委常委、纪委书记；
2018年2月，任西宁市人大常委会党组书记、主任。